# Hulleah Tsinhnahjinnie
 (janvier 2023).
La mise en forme du texte ne suit pas les recommandations de Wikipédia : il faut le « wikifier ».
Les points d'amélioration suivants sont les cas les plus fréquents. Le détail des points à revoir est peut-être précisé sur la page de discussion.
- Les titres sont pré-formatés par le logiciel. Ils ne sont ni en capitales, ni en gras.
- Le texte ne doit pas être écrit en capitales (les noms de famille non plus), ni en gras, ni en italique, ni en « petit »…
- Le gras n'est utilisé que pour surligner le titre de l'article dans l'introduction, une seule fois.
- L'italique est rarement utilisé : mots en langue étrangère, titres d'œuvres, noms de bateaux, etc.
- Les citations ne sont pas en italique mais en corps de texte normal. Elles sont entourées par des guillemets français : « et ».
- Les listes à puces sont à éviter, des paragraphes rédigés étant largement préférés. Les tableaux sont à réserver à la présentation de données structurées (résultats, etc.).
- Les appels de note de bas de page (petits chiffres en exposant, introduits par l'outil «  Source ») sont à placer entre la fin de phrase et le point final[comme ça].
- Les liens internes (vers d'autres articles de Wikipédia) sont à choisir avec parcimonie. Créez des liens vers des articles approfondissant le sujet. Les termes génériques sans rapport avec le sujet sont à éviter, ainsi que les répétitions de liens vers un même terme.
- Les liens externes sont à placer uniquement dans une section « Liens externes », à la fin de l'article. Ces liens sont à choisir avec parcimonie suivant les règles définies. Si un lien sert de source à l'article, son insertion dans le texte est à faire par les notes de bas de page.
- La présentation des références doit suivre les conventions bibliographiques. Il est recommandé d'utiliser les modèles {{Ouvrage}}, {{Chapitre}}, {{Article}}, {{Lien web}} et/ou {{Bibliographie}}. Le mode d'édition visuel peut mettre en forme automatiquement les références.
- Insérer une infobox (cadre d'informations à droite) n'est pas obligatoire pour parachever la mise en page.

Pour une aide détaillée, merci de consulter Aide:Wikification.
Si vous pensez que ces points ont été résolus, vous pouvez retirer ce bandeau et améliorer la mise en forme d'un autre article.
Hulleah J. Tsinhnahjinnie  (née en 1954) est une photographe Seminole-Muscogee-Navajo, directrice de musée, conservatrice et professeure. Elle vit à Davis, en Californie. Elle est directrice du C.N. Gorman Museum et enseigne à l'Université de Californie à Davis.

## Enfance et formation
Hulleah J. Tsinhnahjinnie est née dans le clan de l'ours (Taskigi) de la nation Seminole et dans le clan Tsi'naajínii de la nation Navajo. Sa mère, Minnie June Lee McGirt-Tsinhnahjinnie (1927-2016) était Seminole et Muskogee et son père, Andrew Van Tsinajinnie (1916-2000), Navajo. Son père était peintre muraliste et a étudié au Studio de Santa Fe, au Nouveau-Mexique. Tsinhnahjinnie est née en 1954 à Phoenix, Arizona. Elle a grandi en périphérie de Scottsdale et à l'âge de 13 ans, emménage dans la réserve Navajo près de Rough Rock.
En 1975, elle commence sa formation dans le domaine de l'art à l'Institute of American Indian Arts de Santa Fe. À l'âge de 23 ans, Tsinhanahjinne déménage dans la Région de la baie de San Francisco pour continuer ses études. En 1978, Tsinhnahjinnie s'inscrit au California College of Arts and Crafts (aujourd'hui California College of the Arts) à Oakland et obtient une licence en peinture avec option photographie en 1981, puis une maîtrise en Studio Art de l'Université de Californie à Irvine en 2002.
Pendant son séjour à Irvine, elle concentre son travail sur les photos et vidéos numériques. La même année, elle reçoit le First Peoples Fund Community Spirit Award.
Elle se dit lesbienne,.

## Carrière
Elle a été membre du conseil d'administration de l'Intertribal Friendship House d'Oakland et de l'American Indian Contemporary Art Gallery d'Oakland. Tsinhanahjinne choisit d'exposer son art et sa passion à travers des éléments comme des newsletters, des affiches, des t-shirts et des photos. Elle enseigne également ses connaissances sur la photographie et les médias à un jeune public.
Tsinhanahjinne travaille actuellement, comme professeur d'études amérindiennes à l'Université de Californie à Davis (UC Davis). Elle organise également des conférences ayant pour but de réunir des photographes Amérindiens pour discuter de sujets tels que la «souveraineté visuelle». En plus d'être professeure à l'université, Tsinhanahjinne est directrice du C.N Gorman Museum (en) à l'Université de Californie de Davis,,.

## Ouvrages d'art
Tsinhnahjinnie a commencé sa carrière comme artiste peintre mais elle "s'est tournée vers la photographie comme arme politique lorsque sa subjectivité esthétique/ethnique a été mise à mal". L'ensemble de son œuvre "joue sur sa propre autobiographie et sur ce que cela signifie d'être Amérindien". Son travail utilise la photographie comme moyen de se réapproprier l'identité amérindienne. Bien qu'elle soit photographe, Tsinhnahjinnie teint souvent à la main ses photographies ou elle les utilise dans des collages. Elle a également utilisé des supports inhabituels pour son travail, tels que des capots de voiture. En dehors de son travail photographique original, elle réutilise aussi fréquemment des photographies historiques d'Amérindiens pour commenter le regard ethnographique des photographes blancs du XIXe siècle. Tsinhnahjinnie travaille également dans le cinéma et la vidéo.
En utilisant une combinaison de photographies et d'images numériques avec un style photographique amérindien et contemporain, elle parvient à surmonter les stéréotypes, conteste les idées politiques et crée un espace pour que d'autres natifs puissent également exprimer leurs idées. Son objectif en tant qu'artiste n'est pas de s'adresser aux non-autochtones mais plutôt de documenter son expérience de vie et de la partager avec le monde. Dans une déclaration sur « L'Amérique est une terre volée », Tsinhnahjinnie déclare : « [...] les photographies que je prends ne sont pas faites pour que les Blancs regardent les autochtones d'Amérique. Je prends des photos pour que les autochtones puissent regarder les autochtones. Je fais des  photographies pour les autochtones ». The Damn Series qu'elle a écrite en 1977 est l’œuvre la plus connue de Tsinhnahjinnie. Tout au long de l’œuvre, elle travaille sur un corpus de connaissances autochtones (y compris des blagues humoristiques) pour recontextualiser les images des autochtones dans l'histoire coloniale en leur redonnant toute leur légitimité d'autochtone.
Vingt ans plus tard, en 1994, Tsinhnahjinnie crée une série intitulée "Mémoires d'un savant aborigène". Elle profite de quinze pages d'un journal électronique pour mener une réflexion sur sa vie familiale, politique et d'autres expériences de vie. Le journal est entièrement écrit dans l'idée d'emmener le lecteur dans un "voyage au centre d'un esprit aborigène sans craindre d'être confronté à l'aborigène lui-même". Le livre commence à la page « 1954 » (son année de naissance) et se livre une introspection sur ses expériences de vie personnelles. Le livre est écrit à la première personne dans le but de montrer comment elle se voit elle-même plutôt que les autres.
Dans plusieurs de ses œuvres clés des années 1990, Tsinhnahjinnie a étudié la notion de beauté. Son intérêt pour ce sujet doit être replacé dans le contexte du « retour à la beauté » qui s'est imposé dans le discours de l'histoire de l'art de l'époque. À ce moment-là, la critique se concentrait sur le tabou existant autour de la beauté dans l'art occidental au XXe siècle et l'émergence de la beauté au tournant des années 1990. Bien que débattus parmi les universitaires, ces tabous étaient souvent caractérisés comme une réaction postmoderniste contre la notion passée de la beauté représentée par un corps féminin passif. Les artistes de l'époque opéraient alors un « retour à la beauté » qui tenaient en compte ces critiques de la beauté.
Pendant ce temps, Tsinhnahjinnie travaillait dans un milieu culturel où la beauté n'avait jamais été un tabou. Elle a donc défini la beauté des femmes en lien avec leur émancipation et sa propre expérience en tant que femme autochtone. Le collage de Tsinhnahjinnie Quand les rêves de buffle blanc se sont-ils transformés en rêves de femmes blanches ? (1990) soulève des questions quant aux définitions de la beauté interiorisées par les femmes autochtones. Selon la tradition Lakota, White Buffalo Calf Woman était une femme d'une beauté exceptionnelle qui a présenté la cérémonie de la pipe au peuple Lakota. Le titre de cet ouvrage aborde l'évolution historique d'une définition indigène de la beauté avant la colonisation, représentée par White Buffalo Calf Woman, à une définition néocoloniale.

## Publications
- Lidchi, Henrietta et Tsinhnahjinnie, HJ, eds. Monnaies visuelles : Photographie amérindienne. Édimbourg : Musées nationaux d'Écosse, 2008.
- Tsinhnahjinnie, HJ et Passalacqua, Veronica, eds. Notre peuple, notre terre, nos images : photographes autochtones internationaux. Berkeley: Livres d'apogée, 2008.
- Tsinhnahjinnie, HJ "Notre peuple, notre terre, nos images." Magazine des peuples autochtones. Nov/Déc. 2006
- Tsinhnahjinnie, HJ "Photographie amérindienne". Le compagnon d'Oxford à la photographie Oxford: Oxford University Press, 2004
- Tsinhnahjinnie, HJ "Quand une photographie vaut-elle mille mots?" Les autres histoires de la photographie . C. Pinney et N. Peterson. Durham : Duke University Press, 2003 : 40-52

## Exposition
| Année | Titre                         | Emplacement                                    | Remarques |
| ----- | ----------------------------- | ---------------------------------------------- | --- |
| 2010  | Tuez l'homme, sauvez l'Indien | FotoArtFestival, Bielsko, Pologne              | |
| 1991  | Hulleah Tsinhnahjinnie        | Campos Photography Center, Tonawanda, New York | Exposition de photographies organisée conjointement avec une résidence d'artiste au Center for Exploratory and Perceptual Art à Buffalo, New York. |

### Expositions collectives
| Année | Titre | Lieu                                                              | Notes |
| ----- | --- | ----------------------------------------------------------------- | --- |
| 2018  | Seeds of Being: a Project of the Andrew W. Mellon Foundation Native American Art & Museum Studies Seminar                     | Fred Jones Jr. Museum of Art, Norman, Oklahoma                    | Exhibition featured 35 artworks from the James T. Bialac Native American Art Collection and the Rennard Strickland Collection; artists included Tsinhnahjinnie, as well as, Linda Lomahaftewa, T.C. Cannon, Fritz Scholder, Bob Haozous, Jeffrey Gibson, Tony Abeyta, Cannupa Hanska Luger, Amanda Lucario, among others. Accompanied by a published exhibition catalog. |
| 2012  | Native American Portraits: Points of Inquiry                                                                                  | Museum of Indian Arts and Culture, Santa Fe, New Mexico           | , |
| 2010  | Unfixed | CBK Center for Contemporary Art, Dordrecht, Netherlands           | Accompanied by a published exhibition catalog. |
| 2006  | Holyland: Diaspora and the Desert                                                                                             | Heard Museum, Phoenix, Arizona                                    | |
| 2003  | Hulleah Tsinhnahjinnie: Portraits Against Amnesia                                                                             | Andrew Smith Gallery, Santa Fe, New Mexico                        | |
| 1998  | Native Nations: Journeys in American Photography                                                                              | Barbican Art Gallery, London                                      | Exhibition curated by Jane Alison. |
| 1996  | Image and Self in Contemporary Native American Photo Art                                                                      | Dartmouth College, Hanover, New Hampshire                         | |
| 1994  | Watchful Eyes: Native American Women Artists                                                                                  | Heard Museum, Phoenix, Arizona                                    | Theresa Harlan, guest curator. Accompanied by a published exhibition catalog. |
| 1994  | Traditions of Looking | Institute of American Indian Arts Museum, Santa Fe, New Mexico    | |
| 1994  | Photographic Memoirs of an Indian Savant                                                                                      | Sacred Circle Gallery of American Indian Art, Seattle, Washington | |
| 1993  | Stand: Four Artists Interpret the Native American Experience                                                                  | Edinboro University, Edinboro, Pennsylvania                       | |
| 1993  | Metro Bus Show | CEPA Gallery, Buffalo, New York                                   | Exhibition was in conjunction with the International Cultural Festival, at the World University Games Buffalo '93. Each of the artists have created ten panels installed on the new natural gas buses and travelled the "Culture Tour" specialty bus line during the duration of the games, and July through October 1993. Participating artists included Tsinhnahjinnie, as well as, Patricia Deadman, Eric Gansworth, George Longfish, Jolene Rickard, Alan Jamieson, Jesse Cooday, and Shan Goshorn. |
| 1991  | Shared Visions: Native American Painters and Sculptors in the Twentieth Century                                               | Heard Museum, Phoenix, Arizona                                    | |
| 1991  | Composite Images | Berkeley Art Center, Berkeley, California                         | |
| 1990  | Artifacts for the Seventh Generation: Multi-Tribal, Multi-Media Visions: New Artistic Works by Eleven Native American Artists | American Indian Contemporary Arts, San Francisco, California      | |
| 1990  | Talking Drum: Connected Vision                                                                                                | Koncepts Cultural Gallery, Oakland, California                    | |
| 1990  | It's All Relative: First & Second Generation Artists                                                                          | American Indian Contemporary Arts, San Francisco, California      | |
| 1990  | Language of the Lens: Contemporary Native American Photographers                                                              | Heard Museum, Phoenix, Arizona                                    | |
| 1990  | Compensating Imbalances: Native American Photography                                                                          | Sonoma State University, Rohnert Park, California                 | Traveling exhibition, with artists Pena Bonita, Phil Red Eagle, Larry McNeil, Camela Pappan, Carm Little Turtle, and Richard Ray Whitman. |
| 1988  | Compensating Imbalances: Native American Photography                                                                          | American Indian Contemporary Arts, San Francisco, California      | Traveling exhibition. |
| 1985  | Photographing Ourselves: Contemporary Native American Photography                                                             | American Indian Contemporary Arts, San Francisco, California      | [ 5 ] |